# Ensparv
Ensparv (Spizella wortheni) är en fåtalig fågel i familjen amerikanska sparvar. Den förekommer endast i ett litet område i nordöstra Mexiko med ett bestånd av under 1 000 vuxna individer. IUCN kategoriserar den som starkt hotad.

## Utseende och läte
Ensparven är en 12,5–14 cm lång färglös fågel med tydlig huvudteckning. Huvudet är grått med skär näbb, rostfärgad hjässa, ofta ett brunaktigt streck bakom ögat och brunaktig anstrykning på örontäckarna. Ovansidan är sandfärgat gråbrun med mörkbruna streck. Även stjärten är mörkbrun, liksom vingarna, de senare ljuskantade med ett brett vitaktigt vingband, rostbeige kanter på tertialer och armpennor och gråaktiga mindre täckare.  Lätet beskrivs som ett tunt och ganska torrt "tssip" eller "tsip", ibland snabbt upprepat, medan sången är en två till tre sekunder lång torr, tjippande drill.
- Ensparvens läte.

## Utbredning och systematik
Fågeln förekommer enbart i nordöstra Mexiko (Coahuila till Nuevo León, Zacatecas och Veracruz). Den behandlas som monotypisk, det vill säga att den inte delas in i några underarter.

### Familjetillhörighet
Tidigare fördes de amerikanska sparvarna till familjen fältsparvar (Emberizidae) som omfattar liknande arter i Eurasien och Afrika. Flera genetiska studier visar dock att de utgör en distinkt grupp som sannolikt står närmare skogssångare (Parulidae), trupialer (Icteridae) och flera artfattiga familjer endemiska för Karibien.

## Levnadssätt
Ensparven hittas huvudsakligen i kulliga kortväxta gräsmarker med spridda yuccapalmer och enar. Den ses framför allt intill kolonier med präriehundar. Vintertid formar den flockar tillsammans med andra likartade sparvar som tjippsparv och lerfärgad sparv.

## Status

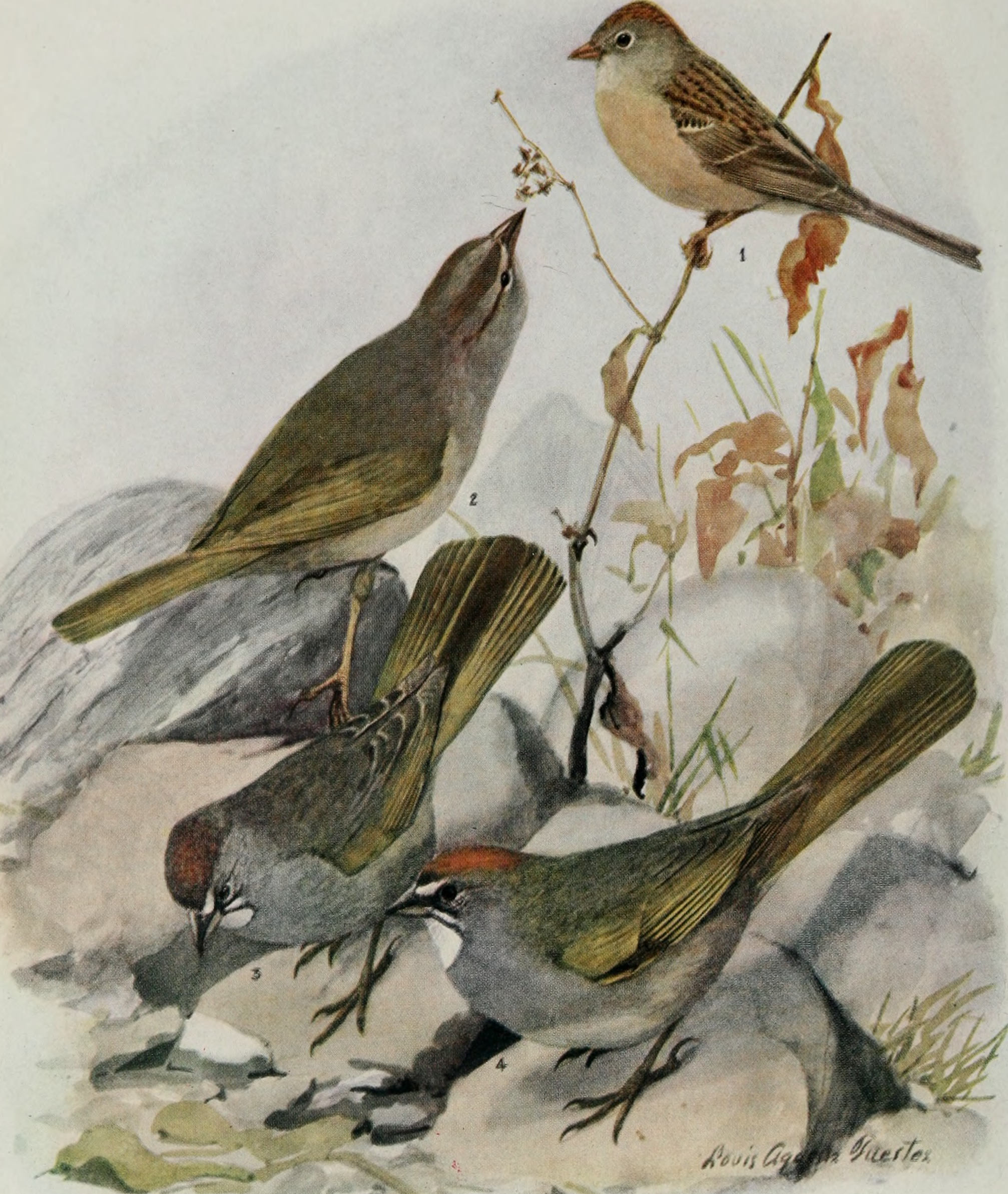
Ensparv längst upp till höger

Ensparven har en mycket liten värdspopulation bestående av under 1 000 vuxna individer. Den tros dessutom minska i antal och överlevnaden för ungarna är mycket låg. Internationella naturvårdsunionen IUCN kategoriserar därför arten som starkt hotad.

## Namn
Fågelns vetenskapliga artnamn hedrar den amerikanske naturforskaren Charles Kimball Worthen (1850-1909).